# Skeč
Skeč je kratek dramski prizor, zaplet v njem je skromen pomemben je preobrat. Šaljivo včasih tudi satirično obravnava družbena in politična vprašanja. Lahko je tudi improviziran.
Konec 19. stoletja se je pojavil v severnoameriških zabavnih gledališčih, v Evropi pa med 1880 in 1930, predvsem po francoskih in nemških velemestnih kabarejih. Na slovenskem so se skromni nastavki skeča pojavili proti koncu čitalniškega obdobja in med vojnama. Tik pred drugo svetovno vojno ga je uveljavil mariborski Veseli teater Totega lista pod vodstvom B. Podkrajška in s sodelovanjem Frana Miličinskega - Ježka. Leta 1941 je Veseli teater nastopal v okupirani Ljubljani kot Vesela scena z besedili, ki so jih pisali še I. Rob, Cvetko Golar, D. Gorinšek, E. Smasek idr. Obliko skeča so prevzele partizanske gledališke skupine in jo zaostrile v agitke. Pisali so jih Vitomil Zupan, Matej Bor, M. Kozina in drugi. Uprizarjali so jih na mitingih. Po 1945 so s skečem smešili napake v javnem življenju. Kot pisci so se uveljavili še M. Marinc, S. Golob, Miloš Mikeln in Tone Fornezzi. Skeči so se pojavljali tudi v humorističnih radijskih in televizijskih oddajah.